# Hans Hedewigs Nachf. Curt Ronniger
Hans Hedewigs Nachf. Curt Ronniger war ein Verlag und eine Buchhandlung in Leipzig.

## Geschichte
Am 8. Januar 1903 wurde der Verlag Hans Hedewig’s Nachfolger Curt Ronniger von dem Buchhändler Carl Paul Curt Ronniger gegründet. Über den Vorgänger Hans Friedrich Arwed Hedewig sind keine Informationen bekannt.
Der Verlag gab zuerst ein gemischtes Programm heraus, mit Belletristik (Émile Zola als erste Publikation), ein Schwerpunkt war populärmedizinische Literatur.
Ab etwa 1910 wurde hauptsächlich Schachliteratur herausgegeben, daneben einige naturheilkundliche Schriften und einige spektakulär präsentierte Bücher (über Prostitution, u. ä.).
Der Sitz des Verlages war seit dieser Zeit in der Perthesstr. 10.
In den 1930er Jahren war Carl Löffler der Leiter. 1938 wurden acht Titel des Verlages als unerwünschte Literatur erklärt.
Hans Hedwigs Nachf. Curt Ronniger bestand mindestens bis September 1944. Zu dieser Zeit wurde er von Eva Löffler geleitet. 1949 gab es wieder eine Buchhandlung Hans Hedewigs Nachf. Curt Ronniger in der Perthesstraße.